# Nambali
Nambali ist ein Verwaltungsbezirk (englisch Ward) des Distrikts Newala in der tansanischen Region Mtwara.

## Geografie
Nambali liegt im Südosten von Tansania etwa 100 Kilometer Luftlinie westlich der Regionshauptstadt Mtwara. Das Klima ist ein feuchtes, tropisches Savannenklima, Aw nach der effektiven Klimaklassifikation.
Der Bezirk grenzt im Nordwesten an Mkoma II, im Nordosten an Mkwiti, im Osten an Ngunja, im Südosten an Chiwonga, im Süden an Maputi, im Südwesten an Chihangu und im Westen an Mikumbi. Bei der Volkszählung 2022 lebten 7149 Menschen in 2094 Haushalten auf einer Fläche von 83 Quadratkilometern.

## Gliederung
Der Bezirk besteht aus fünf Gemeinden (Mtaa) mit zwölf Orten (Kitongoji):
| Nambali A - Liloya - Chiwonga | Mahoha - Tandika - Tabora | Mmalachi - Msikitini - Miyau - Kilimani - Shuleni | Nambali B - Mnyambe - Mikalanga | Chilende - Juhudi - Amani |

## Infrastruktur
- Bildung: Die Mkoma Secondary School ist eine staatliche weiterführende Schule, die Tagesschüler bis zur 4. Stufe ausbildet.[9]
- Gesundheit: In den Gemeinden Nambali B und Mahoha gibt es je eine staatliche Apotheke.[10][11]